# Franziskischlössl
Il Franziskischlössl è una struttura militare fortificata che si trova a Salisburgo in Austria, eretta nel 1629 per ordine dell'Arcivescovo di Salisburgo Paride Lodron durante la Guerra dei trent'anni. Faceva parte del sistema difensivo e di avvistamento della città di Salisburgo, all'epoca tra le città europee meglio difese.

## Storia
Fu costruito come parte del sistema difensivo della città che comprendeva mura lunghe circa 3 km a sud e ad est, bastioni a ovest e monti scavati artificialmente a nord, insieme a due bastioni fortificati (cavalieri Grosser e Kleiner Linz) per proteggere la montagna dei Cappuccini e la città di Salisburgo. 
Il castello proteggeva il lato est (Fürberg) ed era parte delle mura esterne della città, che comprendeva anche la maggior parte del monte dei Cappuccini. Il castello fu dedicato a San Francesco, "affinché la pace sulla montagna possa durare per sempre". L'ornata ringhiera in ferro battuto che conduce oggi al castello risale al momento della sua costruzione.
Il Franziskischlössl non fu solo una fortificazione, ma divenne anche una residenza di caccia in tempo di pace, quest'ultima soprattutto sotto Max Gandolf von Kuenburg, che la ampliò ridisegnando le feritoie per le armi trasformandole in finestre più grandi e sopraelevando il tetto. 
Col tempo il castello perse di importanza militare; dopo il 1816 il castello fu dato in affitto. Nel 1848 il Franziskischlössl fu abitato solo da un soldato. Dal 1849, fu trasformato in locanda, tranne negli anni di guerra.
Oggi il Franziskischlössl è una destinazione popolare nei giorni di sole e il percorso per il castello può essere facilmente seguito attraverso la Basteiweg (via del castello), recentemente rinnovata.